# I fratelli di Jess il bandito
I fratelli di Jess il bandito (The Younger Brothers) è un film del 1949 diretto da Edwin L. Marin.
È un film western statunitense con Wayne Morris, Janis Paige e Bruce Bennett. È ispirato alla storia dei fratelli Younger (Cole, Jim, John, e Bob), quattro banditi del vecchio West che fecero parte della banda criminale capeggiata da Jesse James. Cole scrisse una autobiografia pubblicata nel 1903.

## Produzione
Il film, diretto da Edwin L. Marin su una sceneggiatura di Edna Anhalt e un soggetto di Morton Grant, fu prodotto da Saul Elkins per la Warner Bros. e girato nell'Iverson Ranch a Chatsworth e nel Warner Ranch a Calabasas, in California, da metà maggio a fine giugno 1948.

## Distribuzione
Il film fu distribuito con il titolo The Younger Brothers negli Stati Uniti dal maggio 1949 al cinema dalla Warner Bros.
Altre distribuzioni:
- in Finlandia il 7 aprile 1950 (Sankariveljekset)
- in Svezia il 16 ottobre 1950 (De fredlösas dal)
- in Italia (I fratelli di Jess il bandito)
- in Brasile (Inferno ou Glória)
- in Germania Ovest (Sie ritten mit Jesse James)
- in Grecia (Ta tessera adelfia ekdikountai)

## Promozione
La tagline è: LURED INTO OUTLAWRY BY A BANDIT QUEEN!.